# Джанлука Ґалассі
Джанлука Ґалассі (або Галассі, італ. Gianluca Galassi; нар. 24 липня 1997, Тренто) — італійський волейболіст, центральний блокувальник, гравець клубу «Веро Воллей» (Монца) та збірної Італії.

## Життєпис
Народжений 24 липня 1997 року в Тренто, Італія.
Грав у клубах «Energy T.I. Diatec Trentino B» (2013—2015), «Клуб Італія» (Рим, Club Italia Roma, 2015—2016), «Ревівре» (Мілан, Revivre Milano, 2016—2018), «Сір Сафети Конад» (Перуджа, 2018—2019). Із сезону 2019—2020 є гравцем клубу «Веро Воллей» (Монца, Vero Volley).
Був гравцем стартового складу збірної Італії на світовій першості 2022, зокрема, і у вирішальному поєдинку. Однак у перших двох партіях Джанлука не набрав жодного балу, тому у третій і четвертій зі старту на майданчик виходив Роберто Руссо.

### Досягнення, відзнаки
Зі збірною
- чемпіон світу 2022
- чемпіон Європи 2021.

Клубні
- володар Кубка ЄКВ
- володар Кубка Італії 2019

Особисті
- Найкращий центральний блокувальник першости світу 2022 (разом з Матеушем Бенеком).